# Semigyalecta
Semigyalecta es un género de hongos en la familia Gyalectaceae. Es un género monotípico, contiene la especie Semigyalecta paradoxa, descripta en 1921 por el especialista finlandés Edvard August Vainio.